# Association sportive mulhousienne
L'Association sportive mulhousienne est un club omnisports français basé à Mulhouse.

## Boxe
La section boxe anglaise est créée en 1976. Kamel Bou Ali a notamment évolué à l'AS Mulhouse.

## Football
La section football fondée en 1903 à Mulhouse fusionne le 22 juin 2002 avec le Red Star Mulhouse pour former l'Association Sportive Red Star Mulhouse Football.

## Handball
Les handballeurs de l'AS Mulhouse remportent le Championnat de France Honneur (troisième division) en 1958, battent en finale l'ASPTT Marseille sur le score de 23 à 15. Le club continue sur sa lancée en remportant le Championnat de France Excellence (deuxième division) en 1959, s'imposant en finale face à l'USB Longwy sur le score de 18 à 17. La saison suivante, l'AS Mulhouse est sacrée championne de France en battant en finale l'US Ivry sur le score de 17 à 12.